# STS-98
STS-98 va ser una missió del Transbordador Espacial en el 2001 a l'Estació Espacial Internacional (ISS) dut a terme pel Transbordador Espacial  Atlantis. El STS-98 va lliurar a l'estació del Mòdul Laboratori Destiny. Es van completar tots els objectius de la missió i el transbordador va reentrar i aterrar de manera segura al Edwards Air Force Base el 20 de febrer de 2001, després de dotze dies a l'espai, sis dels quals va romandre acoblat a la ISS.

## Tripulació
| Posició                     | Astronauta                                 | Astronauta                                 |
| --------------------------- | ------------------------------------------ | ------------------------------------------ |
| Comandant                   | Kenneth D. Cockrell Quart vol espacial     | Kenneth D. Cockrell Quart vol espacial     |
| Pilot                       | Mark L. Polansky Primer vol espacial       | Mark L. Polansky Primer vol espacial       |
| Especialista de la Missió 1 | Robert L. Curbeam Segon vol espacial       | Robert L. Curbeam Segon vol espacial       |
| Especialista de la Missió 2 | Marsha S. Ivins Cinquè vol espacial        | Marsha S. Ivins Cinquè vol espacial        |
| Especialista de la Missió 3 | Thomas D. Jones Quart i últim vol espacial | Thomas D. Jones Quart i últim vol espacial |